# Microbial Drug Resistance
Microbial Drug Resistance, abgekürzt Microb. Drug Resist., ist eine wissenschaftliche Fachzeitschrift, die vom Mary-Ann-Liebert-Verlag veröffentlicht wird. Die Zeitschrift erscheint mit sechs Ausgaben im Jahr. Es werden Arbeiten veröffentlicht, die sich mit multiresistenten Erregern beschäftigen.
Der Impact Factor lag im Jahr 2014 bei 2,49. Nach der Statistik des ISI Web of Knowledge wird das Journal mit diesem Impact Factor in der Kategorie Pharmakologie und Pharmazie an 116. Stelle von 254 Zeitschriften, in der Kategorie Infektionskrankheiten an 42. Stelle von 72 Zeitschriften und in der Kategorie Mikrobiologie an 62. Stelle von 119 Zeitschriften geführt.